# Ahren Cadieux
Ahren Cadieux (* 6. April 1975 in Toronto) ist ein ehemaliger kanadischer Beachvolleyballspieler.

## Karriere
Ahren Cadieux spielte von 1998 bis 2009 mit verschiedenen Partnern auf der FIVB World Tour. Er wurde zweimal kanadischer Meister und nahm an vier Weltmeisterschaften teil. Seine erfolgreichste Zeit hatte Cadieux an der Seite von Mark Heese, mit dem er bei der Weltmeisterschaft 2007 in Gstaad in der ersten Hauptrunde gegen die US-Amerikaner Gibb/Rosenthal ausschied. Die Qualifikation für die Olympischen Spiele 2008 in Peking verpassten Cadieux/Heese knapp.